# Lytta hoppingi
Lytta hoppingi är en skalbaggsart som beskrevs av Wellman 1912. Lytta hoppingi ingår i släktet Lytta och familjen oljebaggar. Inga underarter finns listade i Catalogue of Life.